# De Lijn

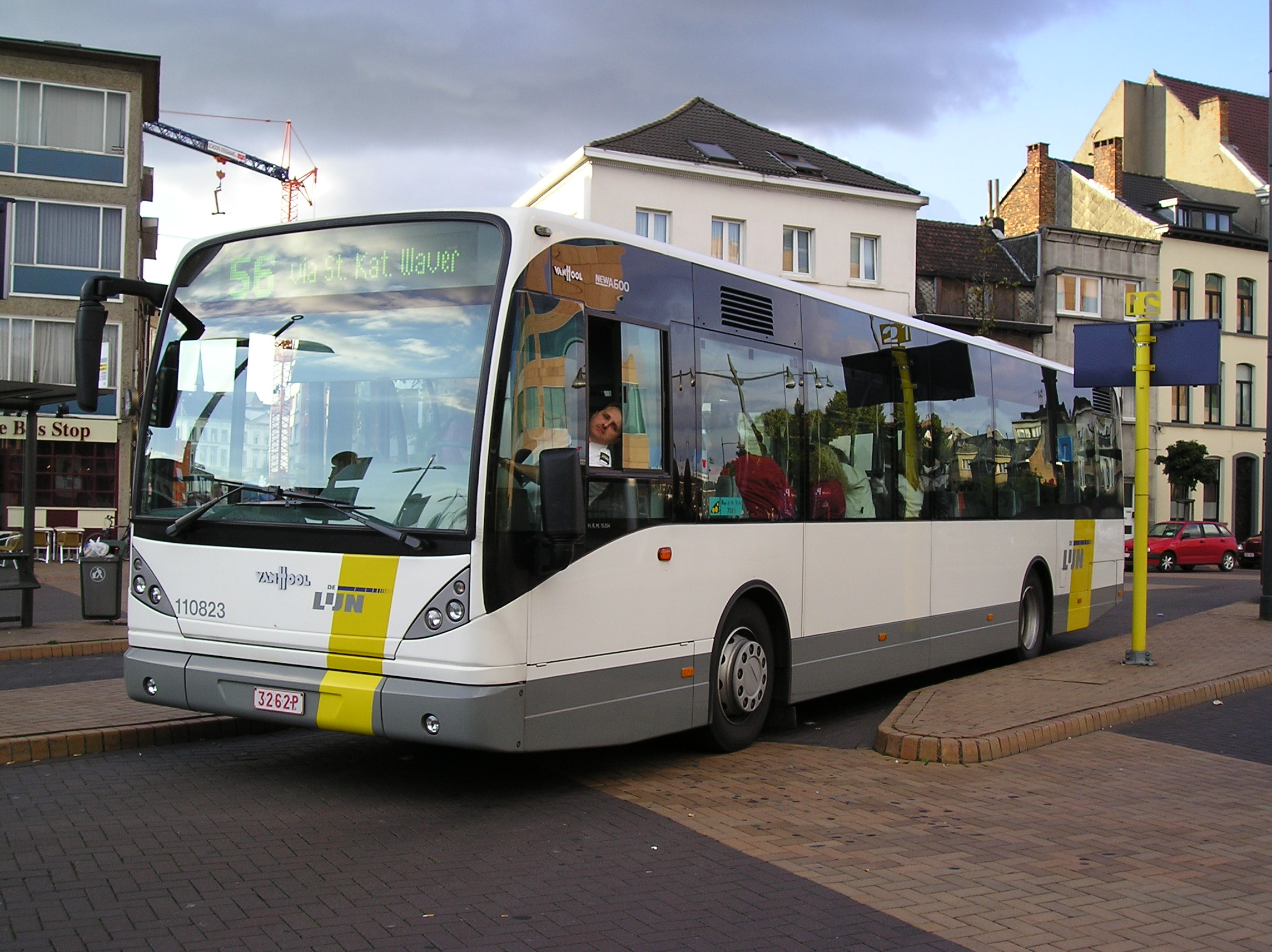
Автобус De Lijn в Мехелене

De Lijn (с нидерл. — «линия») — фирма-оператор общественного транспорта, ответственная за эксплуатацию общественного транспорта (за исключением железных дорог, паромов и такси) на территории Фламандского региона Бельгии. Бо́льшая часть акций компании принадлежит Фламандскому региону.

## История
Комнания возникла в 1991 году, когда в ходе федерализации Бельгии на фламандскую и валлонскую части было разделено Национальное общество местных железных дорог (нидерл. Nationale Maatschappij van Buurtspoorwegen, NMVB, фр. Société Nationale des Chemins de Fer Vicinaux, SNCV), занимавшееся эксплуатацией междугородных трамваев и автобусов. Также в состав новной фирмы вошли активы Общества общественного транспорта Гента (нидерл. Maasschappij voor Intercommunitaite Vervoer Gent, MIVB) и Общества общественного транспорта Антверпена (нидерл. Maasschappij voor Intercommunitaite Vervoer Antwerpen, MIVA).

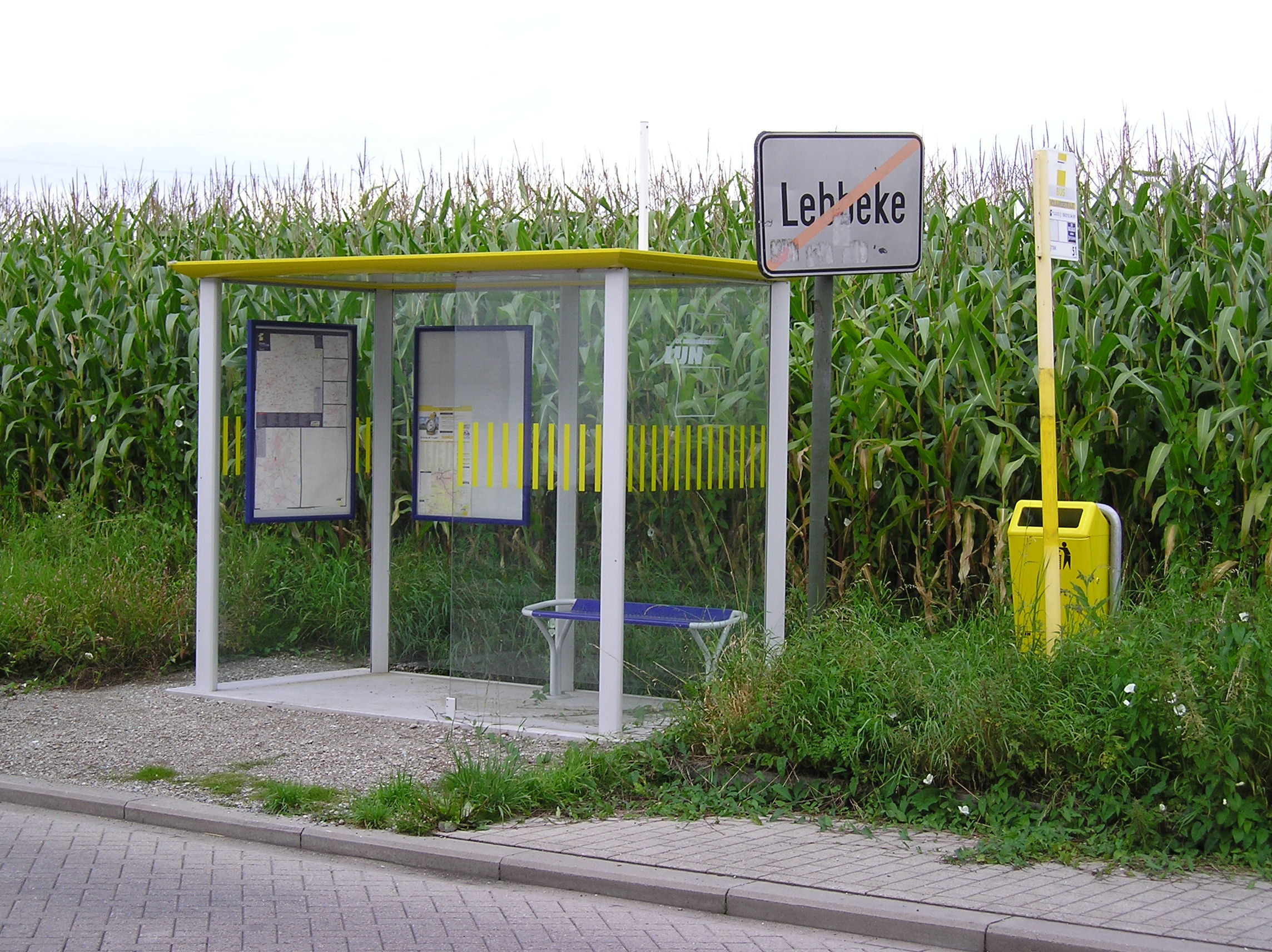
Остановка автобуса по вызову в сельской местности

Сейчас De Lijn эксплуатирует автобусы во всей Фландрии, городские трамваи Гента и Антверпена (в Антверпене кроме обычного есть также подземный трамвай) а также междугородный трамвай на бельгийском побережье. В Генте также была одна линия троллейбуса (единственная линия троллейбуса во всей Бельгии,закрытая в 2009 году), которая тоже управлялась оператором De Lijn.
С недавнего времени De Lijn использует микроавтобусы, действующие по принципу «автобуса по вызову» в тех районах, где эксплуатация обычных автобусных маршрутов была бы невыгодна.

## De Lijn в цифрах
По состоянию на 2007 год парк De Lijn составляют 2233 автобуса, 359 трамваев и 18 троллейбусов. Кроме того, к работе на маршрутах привлекаются 1264 автобуса частных компаний. В 2004 году услугами De Lijn воспользовались 413 миллионов пассажиров (в 2003—362 миллиона). В общей сложности на De Lijn работают 9600 человек, из них 7200 являются персоналом De Lijn, остальные представляют частные фирмы, обслуживающие некоторые маршруты по заказу De Lijn.